# Pseudonapomyza deserta
Pseudonapomyza deserta är en tvåvingeart som beskrevs av Zlobin 2002. Pseudonapomyza deserta ingår i släktet Pseudonapomyza och familjen minerarflugor.
Artens utbredningsområde är Uzbekistan. Inga underarter finns listade i Catalogue of Life.